# Bayou Music Center
Das Bayou Music Center ist ein Theater und Konzerthalle in der Downtown von Houston in Texas. Eröffnet wurde das Gebäude im Jahr 1997 unter dem Namen Aerial Theater. Zwischen 2002 und 2012 trug das Theater den Namen Verizon Wireless Theater und von 2012 bis 2015 sowie seit 2020 Bayou Music Center. Von 2015 bis 2020 lautet der Name Revention Music Center.
Das Gebäude fasst bei Konzerten knapp 2.900 Personen. Betrieben wird das Bayou Music Center von Live Nation Entertainment. Zudem ist das Bayou Music Center ein Treffpunkt der Women’s Flat Track Derby Association. Seit seiner Eröffnung traten unter anderem Coldplay, Lorde, Iggy Azalea, Kylie Minogue, The Killers, Pierce the Veil, Velvet Revolver, P.O.D., Alanis Morissette, Elton John, Chevelle, Owl City, Kelly Clarkson, Mariah Carey und Nas auf. Auch Comedy-Veranstaltungen von Joe Reagan und Bill Maher wurden dort bereits ausgetragen.